# Traxlerův protiútok
Traxlerův protiútok je v šachu ultraostrá varianta hry dvou jezdců v obraně, kterou poprvé použil český šachista a kněz Karel Traxler v roce 1890 (zdrcující účinnost této teoretické novinky na šokovaného mistra Reinische lze ocenit v sekci vybrané partie zcela dole).

## Charakteristika
Je charakterizována tahy 1.e4 e5 2.Jf3 Jc6 3.Sc4 Jf6 4.Jg5 Sc5 a platí za jedno z nejostřejších a nejnepřehlednějších zahájení vůbec. Černý v něm obětuje rozsáhlý materiál za prudký útok. Traxlerův protiútok má řadu ideologických příznivců i odpůrců, kteří se již přes sto let bez výsledku přou o jeho korektnost.
Bílý má v zásadě tři dobrá pokračování, může:
- I) zahrát 5. Jxf7 a po 5. … Sxf2+ má bílý na výběr

1. zdánlivě opatrnější a dnes nejčastěji hrané 6. Kf1 De7 7. Jxh8 d5 8. exd5 (analyzovalo se i 8. d3, ale Pietro Pastore hodnotí variantu po 8. ... dxc4 9. Kxf2 Sg4 10. De1 cxd3 11. h3 dxc2 12. hxg4 cxb1D 13. Vxb1 0-0-0 jako výhodnou pro černého) Jd4, s útokem černého za obětovaný materiál. Černý především hrozí chytit bílou dámu tahem Sg4 a bílý má celou řadu pokračování, jak tomu čelit. De Zeeuw hodnotí příznivě pouze 9. h3, 9. Se2 a především 9. d6 s možným pokračováním 9. ... Dxd6 10. Jf7 Dc5 (lepší je 10. ... De7 11. c3 Sg4 12. Da4+ Jd7 13. Kxf2 Dh4+) 11. d3 Sh4 (Heisman, Bücker)
2. nebo principiální 6. Kxf2 Jxe4+. Zde má bílý dvě možnosti. Buď může hrát 7. Kg1, což podle de Zeeuwa za obě strany vynucuje pokračování 7. ...Dh4 8. g3 Jxg3 9. Jxh8! (9. hxg3 Dxg3 10. Kf1 Vf8 (s hrozbou 11. ...Df4+) 11. Dh5 b5 12. Sxd5 se hrálo ve známé partii čtenářů Pionýrské pravdy proti Talovi [1] a černý mohl pokračovat 12. ...Jb4, podle Rohlíčka s výhrou) Jd4! 10. hxg3 Dxg3+ 11. Kf1 s remízou věčným šachem dámou na f4 a g5. Druhou možností bílého je pak 7. Ke3 Dh4 8. g3 Jxg3 9. hxg3 Dd4+ 10. Kf3 d5 11. Vh4 e4 12. Kg2 0-0 s útokem černého za obětovanou figuru. Variantu 7. Ke3 proslavila zejména v českém prostředí partie Rutka - Veselý, kde černý pokračoval chybně 7. ...De7?, ale po 8. Kxe4? (správně 8. Jxh8!) 8. ... Dh4+ 9. g4 d5 10. Sxd5 Sxg4 11. De1 Sf5+! rychle vyhrál.[2] Snad pod dojmem této partie označují některé učebnice celou variantu 7. Ke3 jako chybnou.

- II) zahrát 5.Sxf7+ Ke7. Bílý má pěšce navíc a černý zkaženou rošádu. Na první pohled vypadá pozice černého velmi špatně, ale ve skutečnosti není situace zdaleka tak jednoznačná. Bílý ztratil hodně času a další kompenzací černého je polootevřený f sloupec s možným útokem proti slabému pěšci f2 nebo jezdci na f3 po jeho návratu. Hrozbou je i manévr černé dámy Dd8-e8-g6 nebo h5. Nepříjemný pro bílého může být také budoucí vývin černého střelce na g4 a to zejména v případě malé rošády bílého. Bílý zpravidla pokračuje 6.Sd5 nebo 6.Sb3 (bezdůvodně opomíjené je 6.Sc4) s nepřehlednou hrou, která podle některých šachistů slibuje více bílému, podle jiných jsou šance rovné. V současné době je ve vrcholovém šachu 5. Sxf7 upřednostňováno, ale přesto není varianta dostatečně prověřena velmistrovskou praxí. Partii Karpov - Beljavskij se snažil bílý rozhodnout postupem pěšců v centru 6. Sd5 d6 7. c3 De8 8. d4 exd4 9. cxd4 Jxd4, ale partie skončila remízou. [3] De Zeeuw hodnotí tento postup bílého jako příliš optimistický a doporučuje bílému spíše vyměnit černopolné střelce na e3 a uklidit krále do bezpečí velkou rošádou a případně se pak snažit uplatnit převahu pěšce. Tak se hrálo v partii Anand - Beljavskij, která pokračovala 6. Sd5 De8 7. d3 d6 8. Sxc6 bxc6 9. Se3 Dg6 10. Jf3 Sxe3 11. fxe3 s velkou rošádou v 18. tahu, ale ani zde bílý neuspěl. [4]

- III) zahrát 5.d4, tah navržený Paulem Keresem, na který našel správnou odpověď Reuben Fine: 5. … d5. Toto pokračování je méně časté a teoretici se v jeho hodnocení neshodnou. Podle řady učebnic černý při přesné hře snadno vyrovná, nicméně Maarten de Zeeuw a Stefan Bücker je naopak považují za minimálně stejně nadějné, jako 5. Sxf7+, neboť pozice se po 6. Sxd5 Jxd4 7. Sxf7+ Ke7 může vyvíjet podobně, s tím rozdílem, že je zde navíc otevřený sloupec d nevýhodný pro černého krále v centru.

## Historický vývoj
V anglicky mluvících zemích je Traxlerův protiútok znám též pod alternativním jménem Wilkes-Barre Variation (česky wilkes-barrská varianta). Jméno je odvozeno od města Wilkes-Barre v Pensylvánii, odkud pocházela skupina amatérských šachistů, kteří tuto variantu analyzovali a používali v první polovině 20. století.
V Čechách variantu po letech zapomnění znovuobjevil a analyzoval Ladislav Rohlíček.
V šedesátých a sedmdesátých letech variantu analyzoval ještě bez použití počítačů mistr světa v korespondenčním šachu Jakov Estrin a později maďarský mezinárodní mistr József Pálkövi a Američan Daniel Heisman, který vydal CD-rom s podrobným počítačovým rozborem varianty.
Volně ke stažení je pak série článků Another Look at the Traxler Gambit od Maartena de Zeeuw psaná pro New In Chess.
De Zeeuwova analýza nevychází pro celou variantu zrovna příznivě, autor naznačuje několik možných slabých míst celého útoku. Určitou reakcí na tuto analýzu je článek Seven Ways to Refute the Traxler německého mistra Stefana Bückera, který jednotlivá možná vyvrácení kriticky rozebírá. Nicméně oba autoři se shodnou na tom, že varianta 5. d4 je neprávem opomíjená a pokud existuje skutečné vyvrácení Traxlerova protiútoku, může být právě zde.

## Premiéra varianty
Reinisch - Traxler, Hostouň 1890
Traxlerův protiútok (premiéra)
1.e4 e5 2.Jf3 Jc6 3.Sc4 Jf6 4.Jg5 Sc5!? N 5.Jxf7 Sxf2+ 6.Ke2? (správné bylo 6.Kxf2 nebo 6. Kf1) 6…Jd4+ 7.Kd3 b5! 8.Sb3 Jxe4!! 9.Jxd8 Jc5+ 10.Kc3 Je2+! Bílý se vzdal. 